# Nicolaas Govert de Bruijn
Nicolaas Govert "Dick" de Bruijn (Haia, 9 de julho de 1918 — Nuenen, 17 de fevereiro de 2012) foi um matemático holandês.
Foi professor emérito na Universidade de Tecnologia de Eindhoven. Obteve o Ph.D. em 1943 na Universidade Livre de Amsterdam.